# Haller Straße (Innsbruck)
Die Haller Straße ist eine rund 3 km lange Straße im Osten von Innsbruck und Teil der Tiroler Straße B 171.

## Verlauf
Die Haller Straße beginnt als Fortsetzung des Hohen Wegs bei der Mühlauer Brücke (⊙) und führt zunächst am linken Innufer entlang Richtung Südosten. Bei der Grenobler Brücke schwenkt sie nach Nordosten und verläuft nördlich des Olympischen Dorfs bis zur Stadtgrenze (⊙). Ab dort führt sie als Bundesstraße weiter durch Rum nach dem namengebenden Hall in Tirol. Sie verläuft durch die Stadtteile Mühlau und Gewerbegebiet Mühlau/Arzl und streift das Olympische Dorf.

## Geschichte

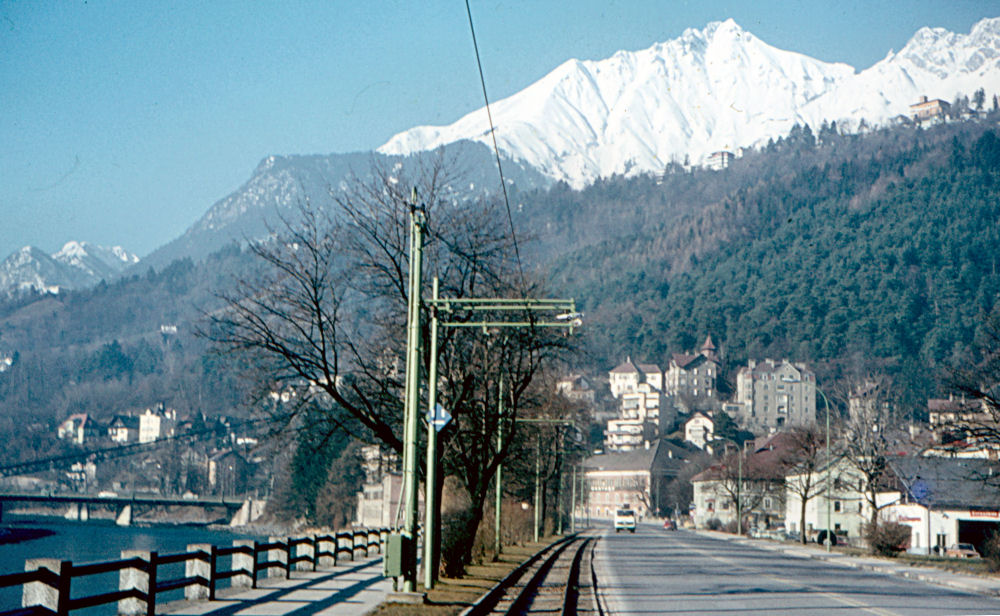
Die Haller Straße in Mühlau mit der Trasse der Lokalbahn (1972)

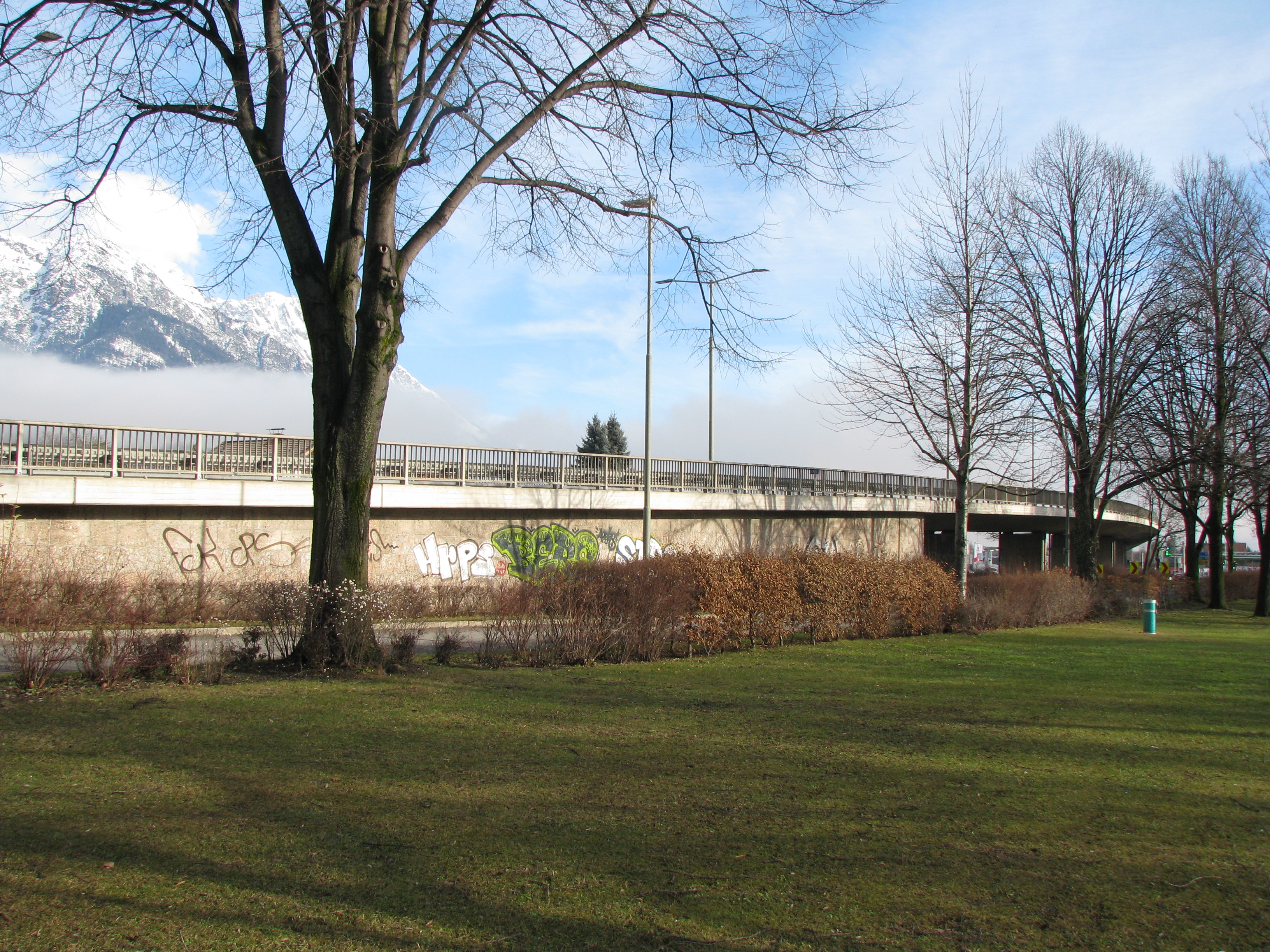
Hochbrücke Haller Straße, Westrampe

Die alte Verbindung von Innsbruck nach Hall verlief ab der Mühlauer Brücke über die MARTHA-Dörfer am Hang der Nordkette. Erzherzog Ferdinand II. ließ von 1585 bis 1589 die neue Straße durch die unbebaute Haller Au am Talboden anlegen. Zur selben Zeit stiftete er die Lorettokapelle in der Au und ließ einen Wallfahrtsweg durch die Felder nördlich der Straße anlegen, der von 15 Bildstöcken gesäumt wurde. Unter Kaiserin Maria Theresia wurden die Bildstöcke an die heutige Straße versetzt und später im Zuge des Ausbaus der Straße immer wieder umgesetzt. Die Bildtafeln wurden im 20. Jahrhundert mit Darstellungen der Rosenkranzgeheimnisse neu gestaltet.
1891 wurde die Lokalbahn Innsbruck–Hall in Tirol eröffnet, die auf einem eigenen Gleiskörper an der Südseite der Haller Straße verlief.
Bis zur Eingemeindung Mühlaus im Jahr 1938 hieß der westliche Teil Andreas-Hofer-Straße. Da es in Innsbruck bereits eine gleichnamige Straße gab, wurde sie umbenannt.
In Vorbereitung auf die Olympischen Winterspiele 1976 wurde die Kreuzung der Haller Straße mit der Grenobler Brücke, Schützenstraße und Schusterbergweg großzügig umgebaut, um einen flüssigen Verkehr aus dem Olympischen Dorf zu den Sportstätten zu gewährleisten. Für den stadtauswärts führenden Verkehr wurde dabei eine mit den Rampen 512 m lange Hochbrücke über den Kreuzungsbereich errichtet. Die Kosten für das Gesamtprojekt betrugen 65 Millionen Schilling, wovon der Bund 25 Millionen übernahm. Da man keine Möglichkeit sah, die Straßenbahn über die Hochbrücke zu führen und zudem die Straße auf Kosten des Gleiskörpers verbreitert werden sollte, wurde die Haller Bahn im Juni 1974 eingestellt und durch eine Buslinie ersetzt.

## Verkehr
Die Haller Straße ist Teil der Tiroler Straße B 171 und die wichtigste Ausfallstraße nach Osten. Sie ist durchgehend vierspurig ausgebaut und im Bereich zwischen Eisenbahnbrücke und Grenobler Brücke zum Teil mit einem breiten begrünten oder bebauten Mittelstreifen versehen. Die Hochbrücke Haller Straße war ursprünglich zweispurig stadtauswärts befahrbar und dient seit 2006 dem Verkehr in beiden Richtungen mit je einer Spur.
Seit der Einstellung der Lokalbahn (Linie 4) wird die Straße in der ganzen Länge von der Buslinie 4 (heute 504) durchfahren.
Im Jahr 2018 wurden im Schnitt 19.765 Fahrzeuge pro Tag gezählt. Den parallel zwischen Straße und Inn verlaufenden Radweg nutzten 2018 im Schnitt 970 Radfahrer pro Tag, am Spitzentag wurden 2150 Radfahrer gezählt.